# Wilhelm Wernstedt
Wilhelm Edvard Wernstedt, född 29 augusti 1872 i Strängnäs, död 9 april 1962, var en svensk läkare. Han var bror till arkitekt Melchior Wernstedt
Wernstedt, som var son till borgmästare Lage Wernstedt och Hanna Ringborg, blev medicine kandidat vid Uppsala universitet 1896, medicine licentiat vid Karolinska Institutet 1901 och medicine doktor 1906. Han var amanuens vid Allmänna barnhuset i Stockholm 1902–1903, underläkare där 1903–1910, amanuens vid Kronprinsessan Lovisas vårdanstalt 1910–1911, extra assistent vid Statsmedicinska anstaltens bakteriologiska laboratorium 1911–1912, marinläkare av andra graden vid marinläkarkåren 1903, i flottans reserv 1906, av första graden 1910, badläkare vid Furusund 1907 och vid Malen 1913, docent i pediatrik vid Karolinska Institutet 1913 och i Lund 1914–1921, överläkare vid Flensburgska vårdanstalten i Malmö 1913–1921, professor i pediatrik vid Karolinska Institutet 1921–1937, överläkare och direktor vid Kronprinsessan Lovisas vårdanstalt 1921 samt överläkare och styresman vid Norrtulls sjukhus 1932–1937. Han var vice ordförande i Societé internationale pour la pédagogie de l’enfance déficiente arbetsutskott 1938–1947, blev korresponderande ledamot av Deutsche Gesellschaft für Kinderheilkunde 1940 och hedersledamot av Svenska Läkaresällskapets sektion för pediatrik och skolhygien 1952. Han utgav ett 170-tal vetenskapliga skrifter, arbeten och uppsatser angående barnsjukdomar, barnhygien och barnpsykologi, bland annat över polio, pylorospasm, spasmofili, de vita blodkropparnas växlingar under vaka och sömn, barnens själsliv och uppfostringssvårigheter. Han utgav även Medicinsk terminologi i fyra upplagor (1935, 1943, 1955 och 1959).